# إليزابيث هوفمان (أستاذة جامعية)
إليزابيث هوفمان (بالإنجليزية: Elizabeth Hoffman) هي مؤرخة اقتصادية واقتصادية أمريكية، ولدت في 12 نوفمبر 1946 في برين مار ‏ في الولايات المتحدة.

## وصلات خارجية
- الموقع الرسمي